# 赫雷羅人
赫雷羅人是一個居住在非洲南部部分地區的民族。大部分居住在納米比亞，其餘部分生活位於博茨瓦納和安哥拉。2013年，納米比亞估計有25万赫雷羅人。他們的語言是赫雷羅語。

## 概觀
不像其他主要是農民的班圖族群，赫雷羅人傳統上以牧牛為生。他們使用很多關於牛的術語和習俗來自庫希特語族。班圖人在東非定居後，一些班圖族群向南擴散。通過科伊桑人居住地到達現在居處。
他們分為9個部族。

## 歷史
在17和18世紀，赫雷羅人從東方遷移到今天的納米比亞。在19世紀初，來自南非的納馬族已經擁有一些槍支，他們進入了這片土地後，白人商人和德國傳教士追隨其後。納瑪族開始取代赫雷羅人，導致兩族之間的激烈戰爭，持續了19世紀的大部分時間(為爭奪牧場)。後來兩族人民進入了文化交流時期。
在19世紀後期，第一批歐洲人開始永久定居土地。德國定居者主要在達馬拉蘭獲得土地以建立農場。1883年，商人阿道夫·吕德里茨與當地赫雷羅人長老簽訂了合同。交換後來成為德國殖民統治的基礎。該地區成為德屬西南非殖民地。
不久之後，德國殖民者和赫雷羅牧民之間的衝突開始了。由於有關獲得土地和水的爭議，以及白人移民對本地人口的法律歧視，經常引起爭議。
1903年，赫雷羅人了解到他們將被置於保留地，為殖民者留下更多的土地和空間。1904年，赫雷羅人和納瑪人開始了一場持續到1907年的叛亂，他們的反抗被擊敗（德國人的計劃是圍繞赫雷羅人所在的地區，只留下一條路線進入沙漠讓他們逃離，並且系統地防止接近水坑，造成牛隻死亡）。約8万赫雷羅人在4年後減少至只剩15000人。即赫雷罗人和纳马人大屠杀。